# Кестењасти петлован
Кестењасти петлован (лат. Eulabeornis castaneoventris, енгл. Chestnut rail) је врста птице из породице барских кока (лат. Rallidae). Једина је врста из монотипичног рода Eulabeornis. Природно станиште врсте је мангрова шума, гнезди се у Аустралији и Индонезији.

## Опис
Кестењасти петлован достиже дужину од 52 cm. Перје је кестењасте боје, али на грудима и трбуху има ружичасти тон, а глава и задња страна врата су сивкасти. Кљун је дуг и прав, жуто-зелен је, сем врха, који је беличаст. Ноге су жуте или зеленкасте. Беоњаче очију су црвене боје.